# Каштанівка (Зеленоградський район)
Каштанівка (рос. Каштановка) — селище Зеленоградського району, Калінінградської області Росії. Входить до складу Ковровського сільського поселення.
Населення — 217 осіб (2015 рік).

## Населення
| 2002 | 2010 |
| ---- | ---- |
| 258  | ↘217 |